# Aras Bulut İynemli

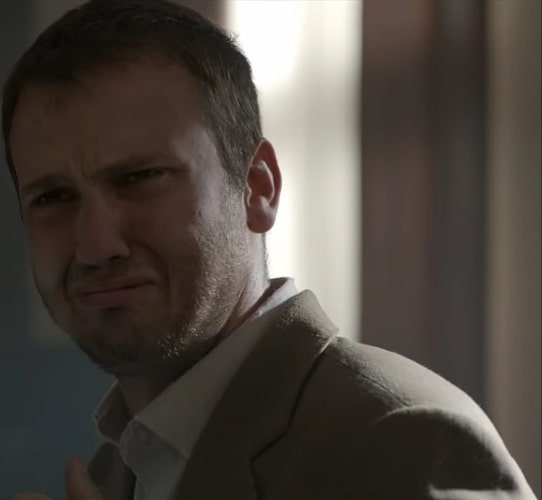
Aras Bulut İynemli

Aras Bulut İynemli (* 25. August 1990 in Istanbul) ist ein türkischer Schauspieler.

## Leben und Karriere
İynemli studierte an der İstanbul Teknik Üniversitesi. Sein Debüt gab er 2009 in der Fernsehserie  Arka Sokaklar. Anschließend spielte er 2010 in Öyle Bir Geçer Zaman ki die Hauptrolle. Seine nächste Hauptrolle bekam er 2013 in dem Film Mahmut ile Meryem. Im selben Jahr trat er in Das osmanische Imperium – Harem: Der Weg zur Macht auf.
Von 2016 bis 2017 wurde er für die Serie İçerde gecastet. Zwischen 2017 und 2021 war İynemli in Çukur zu sehen. Außerdem setzte er 2019 seine Karriere in 7. Koğuştaki Mucize fort.

## Privates
İynemli hat einen älteren Bruder namens Orçun İynemli, der ebenfalls ein Schauspieler ist und eine ältere Schwester namens Yeşim İynemli, die Fernsehmoderatorin und Sängerin ist. Seine Cousine ist die Schauspielerin Miray Daner.

## Filmografie
Filme
- 2013: Mahmut ile Meryem
- 2013: Tamam mıyız?
- 2017: Martıların Efendisi
- 2019: 7. Koğuştaki Mucize
- 2023: Atatürk 1881 – 1919

Serien
- 2009: Arka Sokaklar
- 2010–2013: Öyle Bir Geçer Zaman ki
- 2013–2014: Das osmanische Imperium – Harem: Der Weg zur Macht
- 2015: Maral: En Güzel Hikayem
- 2016–2017: İçerde
- 2017–2021: Çukur
- 2019: Çarpışma
- 2024: Deha